# Delta Microscopii
Delta Microscopii (48 Microscopii) é uma estrela na direção da constelação de Microscopium. Possui uma ascensão reta de 21h 06m 01.12s e uma declinação de −30° 07′ 29.8″. Sua magnitude aparente é igual a 5.69. Considerando sua distância de 332 anos-luz em relação à Terra, sua magnitude absoluta é igual a 0.65. Pertence à classe espectral K0/K1III.